# 신사우동
신사우동(新史牛洞)은 강원특별자치도 춘천시의 행정동이다.

## 개요
신사우동은 소양강과 북한강이 감싸고 있는 지역으로, 도시와 농촌이 어우러진 곳이다. 춘천의 대표적 경관인 의암호변을 따라 조성된 자전거길은 수많은 사람들이 찾고 있으며, 인형극 전문극장도 신사우동에 위치하여 대한민국의 많은 어린이가 찾고 있다. 특히, 신사우동의 넓은 우두벌은 시설원예농업이 발달하여 먹거리 주산단지로 알려져 있다.
원래 이 지역은 춘천군 신북면 우두리, 마산리, 신동리 지역이었다. 1939년 신북면 우두리와 마산리가 먼저 당시 춘천군 춘천읍에 편입되어 춘천읍 우두정목과 마산정목으로 변경하였다. 이후 1946년 춘천부가 설치되었고, 1949년 8월 춘천부가 춘천시로 개정되면서 춘천시 우두동, 사농동으로 변경하였다. 1973년 7월 1일 신북면 신동리가 춘천시에 편입, 춘천시 신동으로 하였고, 1998년 10월 12일 이 3개의 법정동이 현재의 신사우동으로 변경, 현재에 이르렀다.

## 행정 구역
| 이름   | 한자   | 행정 지도 |
| ------ | ------ | --------- |
| 신동   | 新洞   |           |
| 사농동 | 司農洞 |           |
| 우두동 | 牛頭洞 |           |

## 주요 시설

### 관공서
- 신사우동 행정복지센터
- 사우우체국
- 강원특별자치도청소년수련관
- 강원특별자치도장애인종합복지관
- 강원특별자치도교육청
- 춘천기상대
- 도로교통공단 강원도지부
- 강원특별자치도농업기술원
- 강원특별자치도산림개발연구원
- 강원특별자치도농산물원종장
- 한국농어촌공사 강원지역본부
- 농촌진흥청국립식량과학원
- 국립농산물품질관리원 강원지원
- 국립산림과학원산림종자연구소

### 교육 시설
- 소양초등학교
- 신동초등학교
- 소양중학교
- 소양고등학교
- 강원명진학교
- 한국폴리텍III대학 춘천캠퍼스 2캠퍼스

### 문화 시설
- 도립화목원
- 춘천인형극장
- 신사우도서관

### 주거
| 단지명                         | 건설사         | 시행사         | 주소                 | 입주        | 비고     |
| ------------------------------ | -------------- | -------------- | -------------------- | ----------- | -------- |
| 춘천우두지구 이지더원 시그니처 | ㈜라인건설     | ㈜라인앤프라임 | 우두1길 70 (우두동)  | 2021년 12월 |          |
| 춘천우두지구 이지더원 2차      | ㈜라인건설     | ㈜라인앤프라임 | 우두1길 140 (우두동) | 2023년 4월  |          |
| 춘천 롯데캐슬 더 퍼스트        | 롯데건설       | ㈜다올부동산   |                      |             |          |
| 춘천 롯데인벤스 우두파크       | 롯데기공㈜     | 롯데기공㈜     |                      |             |          |
| 사농현대                       | 고려산업개발㈜ | 고려산업개발㈜ |                      |             |          |
| 두미르                         | 두산건설       | 국방부         | 영서로 2793 (우두동) | 2003년 7월  | 군인관사 |
| 뉴시티 코아루                  | 금강종합건설㈜ | 한국토지신탁   |                      |             |          |
| 강변코아루                     | 이테크건설㈜   | 한국토지신탁   | 새청말길 26 (우두동) | 2007년 2월  |          |